# سیارک ۲۵۸۱۹
سیارک ۲۵۸۱۹ (به انگلیسی: 25819 Tripathi، نامگذاری:2000DW32)۲۵۸۱۹مین سیارک کشف شده‌است که در ۲۹ فوریه ۲۰۰۰ کشف شد.